# Ладный, Вадим Евстафьевич
Вадим Евстафьевич Ладный (укр. Вадим Євстахійович Ладний, 27 декабря 1918, Харьков — 19 августа 2011, Киев) — украинский, советский архитектор. Народный архитектор СССР (1984).

## Биография

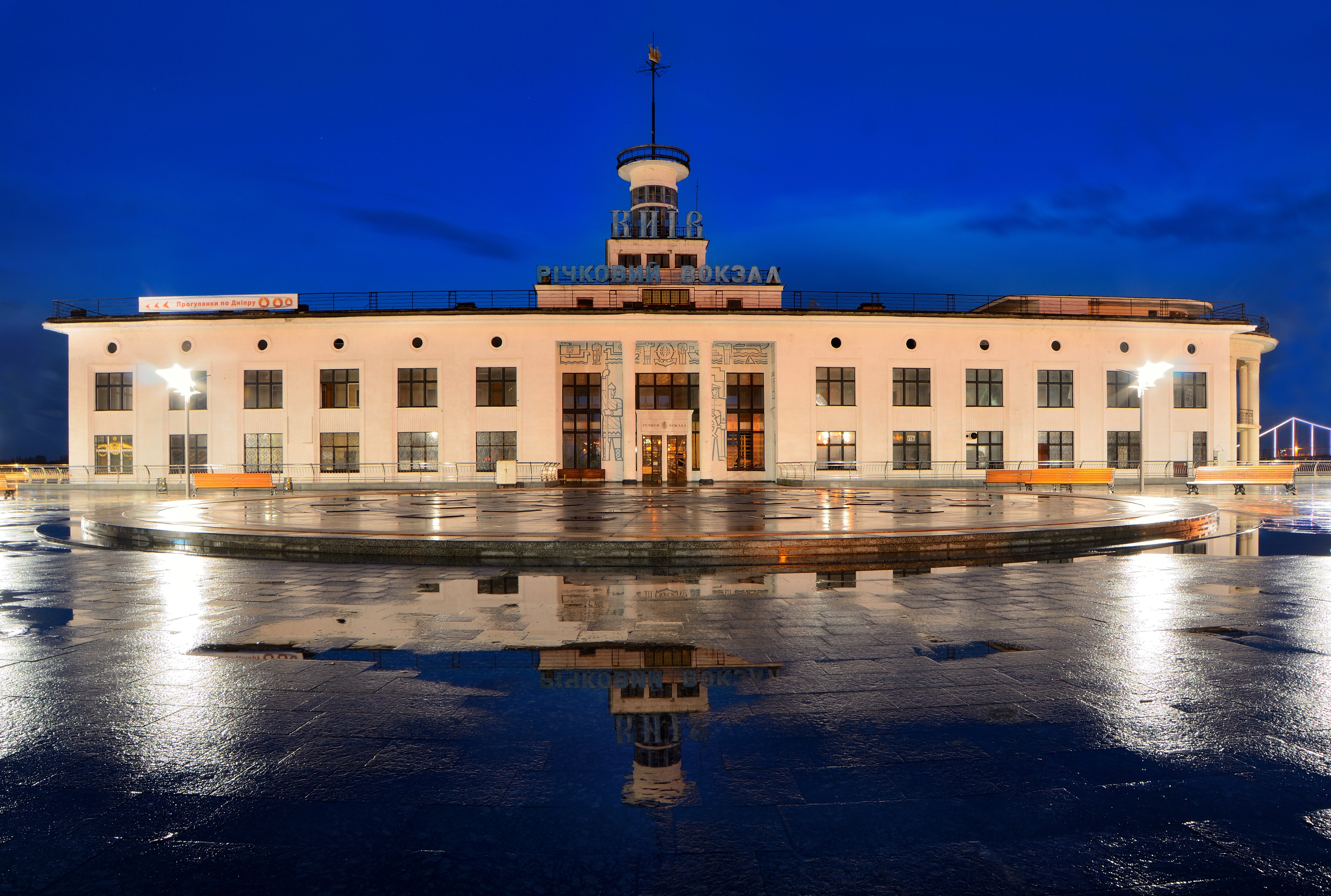
Речной вокзал

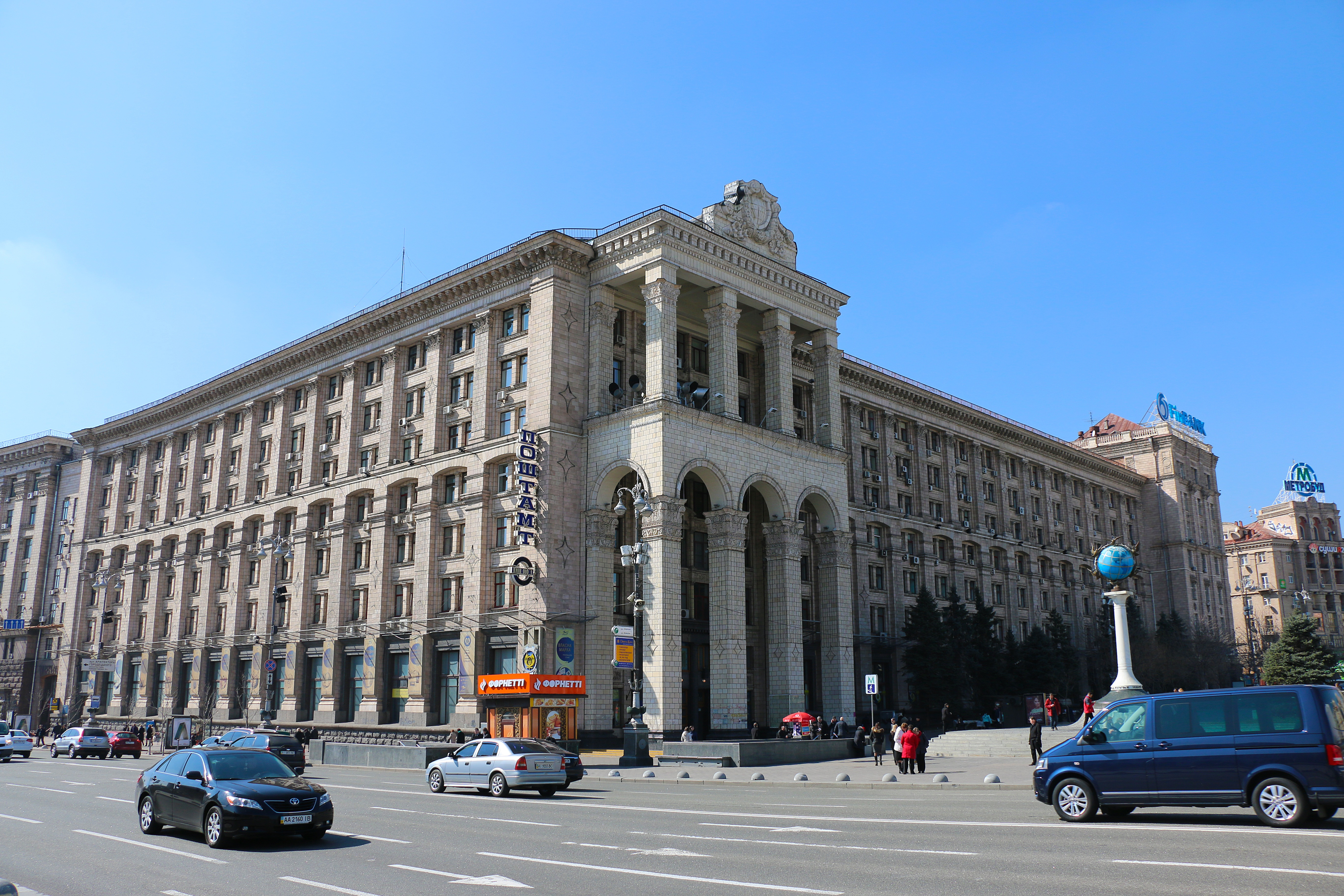
Главный почтамт

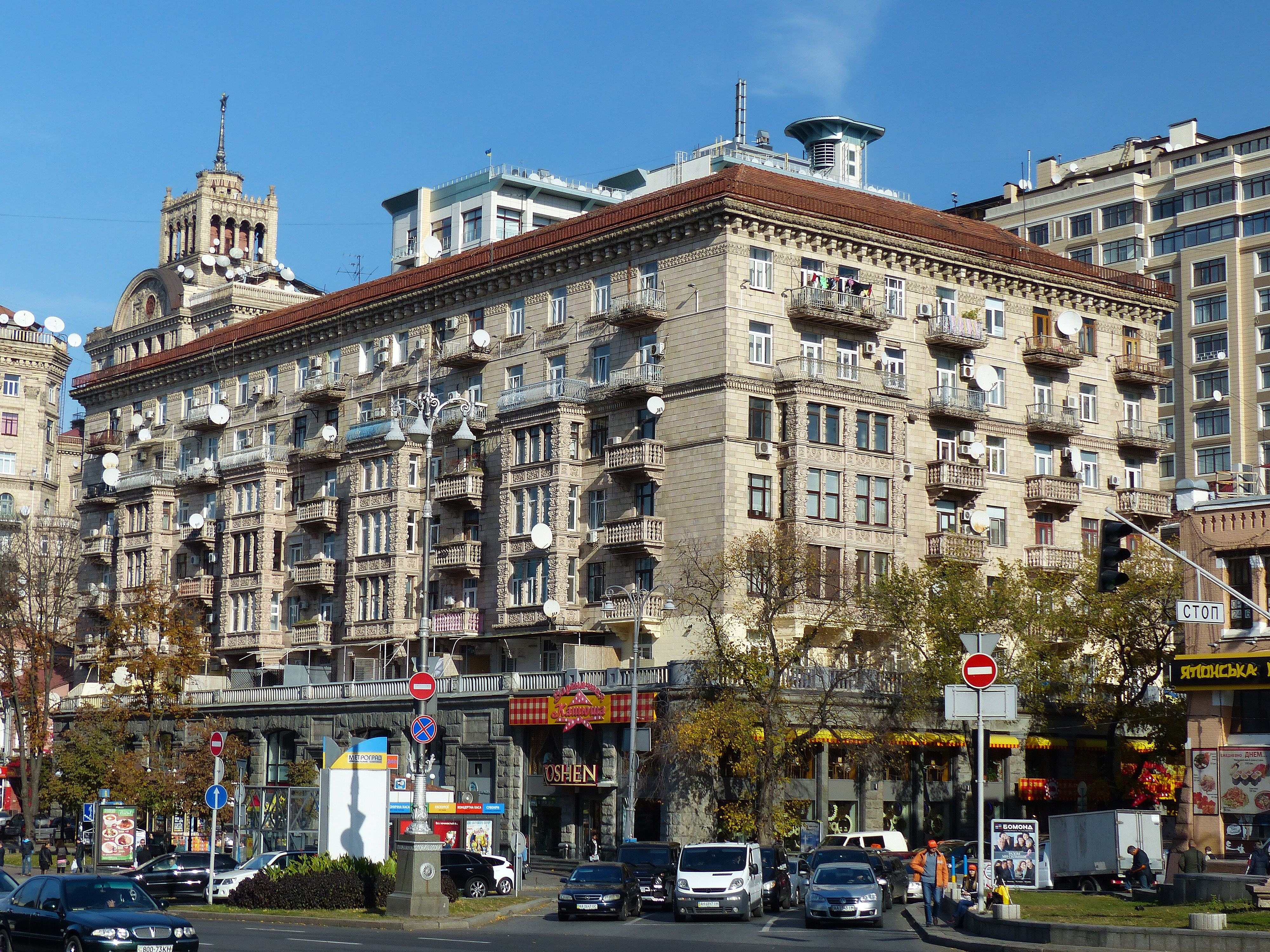
Крещатик, 29

Вадим Ладный родился 27 декабря 1918 года в Харькове, УНР.
Участник войны.
В 1946 году окончил Харьковский инженерно-строительный институт (ныне Харьковский национальный университет строительства и архитектуры).
Работал в институте «Киевпроект». В 1979—1991 годах — начальник управления объёмного проектирования «Киевпроекта».
Член Союза архитекторов СССР.
Скончался 19 августа 2011 года в Киеве.

## Награды и звания
- Заслуженный архитектор Украинской ССР (1970)
- Народный архитектор СССР (1984)
- Орден Отечественной войны II степени
- Медаль «За отвагу»

## Реализованные проекты
в Киеве:
- Архитектурная и мостостроительная часть моста имени Е. Патона (1953)
- Главный почтамт (1953—1958)
- Корпус Института литературы АН УССР на улице Кирова, № 4 (1953—1958)
- Жилой дом на улице Крещатик, № 29 со встроенным кинотеатром «Орбита» (1955)
- Отделение общественных наук АН УССР (1957)
- Реконструкция бывшей синагоги по улице Шота Руставели, 19 под кинотеатр «Кинопанорама» (в соавторстве с архитектором Г. Кульчицким) (1957—1958)
- Жилая застройка Брест-Литовского проспекта, № 1-7 (1960—1965)
- Торговый центр и жилые дома на Брест-Литовском проспекте, № 9-33 (1965—1970)
- Речной вокзал (1961)
- Русановский жилой массив (1971)
- Гостиница «Славутич» (1972)
- Физический факультет Университета имени Т. Шевченко (1973)
- Учебные корпуса и студенческие общежития Университета имени Т. Шевченко на проспекте В. Глушкова (1975—1990)
- Жилой район «Оболонь» с торговым центром и двумя 20-этажными экспериментальными жилыми домами, возводёнными методом подъёма этажей (1978—1990)
- Жилой дом с магазином «Книга України» на улице В. Менжинского (1987)
- Жилой дом в Бессарабском проезде (1995).

Иное
- архитектор памятника Ленину в Запорожье (вместе с Борисом Приймаком)[3].

## Публикации
И. Н. Седак, В. П. Дахно, Ю. И. Писковский, В. Е. Ладный. Архитектура Советской Украины. — М.: Стройиздат, 1987